# Lemonia sardanapalus
Lemonia sardanapalus är en fjärilsart som beskrevs av Otto Staudinger 1887. Lemonia sardanapalus ingår i släktet Lemonia och familjen fältspinnare, Brahmaeidae. Inga underarter finns listade i Catalogue of Life.